# Izbicko
Izbicko (Duits: Stubendorf) is een plaats in het Poolse district  Strzelecki, woiwodschap Opole. De plaats maakt deel uit van de gemeente Izbicko en telt 1100 inwoners. Sinds 2006 is de plaats officieel tweetalig Pools/Duits.